# Liste der Naturdenkmale in Herzebrock-Clarholz
Die Liste der Naturdenkmale in Herzebrock-Clarholz nennt die im Gebiet der Gemeinde Herzebrock-Clarholz im Kreis Gütersloh in Nordrhein-Westfalen ausgewiesenen Naturdenkmale.

## Naturdenkmale
| Bild | Nr. | Bezeichnung | Lage                    | Position                    | Beschreibung |
| ---- | --- | ----------- | ----------------------- | --------------------------- | ------------ |
|      | AL  | Eichenallee | Clarholz                | 51° 53′ 56″ N, 8° 11′ 23″ O |              |
|      | A10 | Stieleiche  | Quenhorner Straße 16    | 51° 55′ 14″ N, 8° 15′ 2″ O  |              |
|      | B4  | 6 Platanen  | Clarholz, Holzhofstraße | 51° 54′ 10″ N, 8° 11′ 39″ O |              |